# Mesquita Namazgah

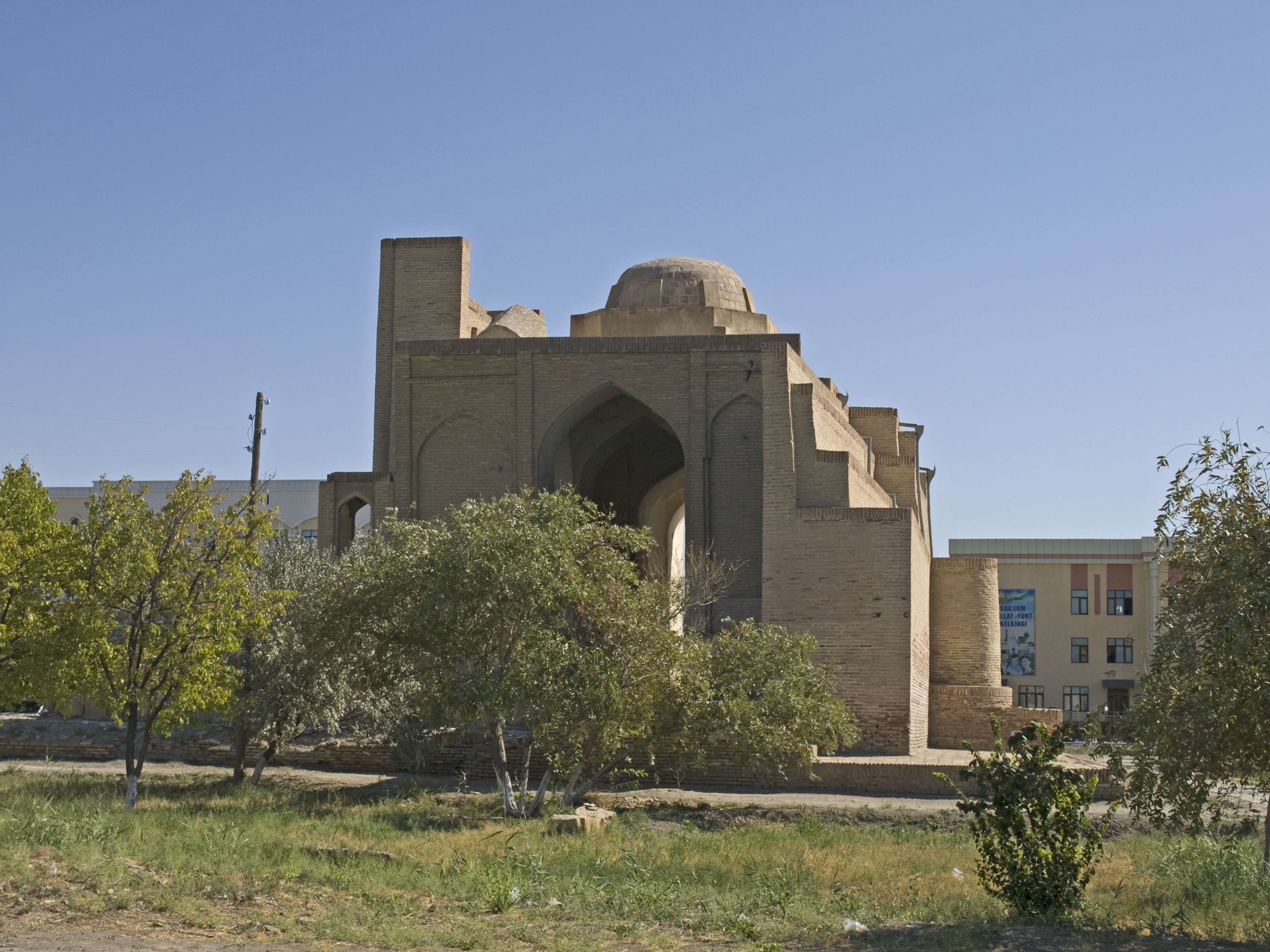

A Mesquita Namazgah, Namozgoh ou Namozgohi é um espaço ao ar livre com um mirabe monumental em Bucara no Usbequistão, que era usado para orações congregacionais realizadas em feriados islâmicos importantes. Situa-se fora do centro histórico, cerca de 1,6 km a sul do conjunto monumental Po-i Kalyan, numa área pouco frequentada por turistas. Construída no início do século XII, é um dos monumentos mais antigos de Bucara, contemporâneo do icónico Minarete Kalyan. No final da década de 2010 encontrava-se parcialmente em ruínas.

## Descrição e história
O monumento encontra-se na parte sul da cidade, cerca de um quilómetro a sul da porta Namazgah da muralha, numa zona de pomares. Namazgah é um termo persa que significa "local de oração". Também conhecidas como musallas, ou mesquitas de festivais, as namazgahs são mesquitas ao ar livre com lotação para grandes multidões ou tropas acampadas e eram usualmente construídas fora das cidades, geralmente junto a estradas importantes.
Possivelmente devido à sua localização fora do centro da cidade, a mesquita é um dos únicos edifícios anteriores às invasões mongóis que chegou aos nossos dias, além do Minarete Kalyan, do Mausoléu Samânida e da Mesquita Magok-i Attari, esta muito remodelada. Quando a mesquita foi construída, ela deve ter sido o que Knoblauch chama "mesquita fora da cidade", onde os fiéis da cidade podiam reunir-se durante vários dias por ano para festas importantes. Como até mesmo a mesquita de sexta-feira da cidade era geralmente pequena demais para esse propósito, essas mesquitas "fora da cidade" eram de grande utilidade, pois por estarem em campos abertos tinham capacidade para congregar muito mais pessoas. Por estarem situadas longe do centro da cidade, essas mesquitas eram usadas apenas ocasionalmente, em feriados especiais, como o Eid al-Fitr ou o Eid al-Adha (Festa do Sacrifício).
O monumento foi construído em 1119 ou 1120, quando Bucara fazia parte do Canato Caracânida, durante o reinado de Arslano Cã (r. 1102–1129), que sete anos depois mandou construir o Minarete Kalyan. Ao longo dos séculos sofreu várias remodelações significativas. Na primeira fase de construção, no século XII, foi construída uma longa quibla (parede virada para Meca) de tijolo com 38 metros de comprimento, com um mirabe ao centro flanqueado por um arco cego em cada um dos lados. Acredita-se que tenha existido uma vedação que cercava parcialmente o amplo recinto da mesquita, para demarcar o território sagrado. O espaço imediatamente em frente ao mirabe pode ter sido coberto, como aconteceu em estruturas semelhantes em Merve e Nisa.
A partir de meados do século XIII, quando Bucara fazia parte do Ilcanato mongol foram adicionadas decorações geométricas de tijolo, terracota e, segundo algumas fontes, também azulejos. No século XV, durante o reinado de Tamerlão, foram adicionadas faixas decorativas de ladrilhos vidrados. Alguns autores mencionam uma remodelação realizada no século XVI, que incluíram a construção das arcadas atualmente existentes, que alguns consideram ter sido uma adição algo tosca. Outros autores não referem essas obras ou colocam-nas no século XVII, quando o Canato de Bucara era governada pelos astracânidas (ou manguitas). Essa remodelação incluiu a construção duma nova fachada, com um pórtico de três vãos, com um pishtaq (portal saliente de estilo persa), anexada à parede da quibla original e elevada sobre uma base de pedra. No canto norte do pórtico, de frente para a área de congregação foi colocado um mimbar de tijolo, possivelmente em substituição de um anterior em madeira.
O pishtaq é revestido com faixas de cerâmica vidrada azul ou turquesa cúfica. O tímpano está preenchido com decorações com estrelas e hexágonos entrelaçados em cerâmica azul e há também alguns padrões de  cúfico quadrado de alta qualidade em alto-relevo em tijolo, que faz lembrar um labirinto. O facto daquele ser um espaço protegido das intempéries deve ter contribuído para a sua conservação parcial.
Jean e Porter Soustiel sugerem que vários fragmentos de caligrafia com vidrado cor de turquesa que se encontram na arcada norte podem ser do período mongol. É evidente que são anteriores à adição das arcadas, pois a composição arquitetónica é desajeitadamente interrompida por essas arcadas. Se essa suposição estiver correta, esses fragmentos constituem os exemplos mais antigos de mosaicos vidrados da região de Bucara, além dos do  minarete de Vobkent e o Chashma Ayub. Esses mosaicos são os os únicos elementos decorativos no exterior da mesquita.
O edifício é feito de tijolo, terracota e ganch (painéis de alabastro), fazendo com que seja de cor predominantemente ocre. Os painéis de terracota incisos apresentam vestígios de decoração policromática. A nordeste da quibla há um hauz (tanque decorativo) octogonal de pedra lavrada, com degraus, que possivelmente era usado para abluções. No final da década de 2010, o monumento apresentava extensos danos no pedestal e telhado, causados por infiltração de água. O seu relativo afastamento dos principais locais turísticos resultou no seu desuso e abandono.
Numa obra datada de 1843, o orientalista russo Nikolai Khanikov refere que a mesquita ainda era usada e que o terreno em frente tinha várias árvores espalhadas onde as pessoas se reuniam para ouvir as orações lidas durante os feriados do Ramadão e o Eid Qurbani. No caminho entre a cidade e a mesquita eram montadas tendas que vendiam doces, frutos secos e outros bens. Khanikov refere ainda durantes esses feriados havia outras formas de entretenimento, como lutas, corridas e lutas de camelos.